# Alain Maca
Alain Maca (Bruselas; 10 de febrero de 1950) es un exfutbolista estadounidense nacido en Bélgica que jugó como defensa.

## Selección nacional
Jugó cinco partidos con Estados Unidos. Su primer juego fue en una victoria por 1-0 sobre Bermudas el 9 de septiembre de 1973 y su último fue en una derrota por 2-0 ante México en la Copa Ciudad de México 1975.

## Clubes
| Club                    | País           | Año       |
| ----------------------- | -------------- | --------- |
| Brockport Golden Eagles | Estados Unidos | 1968-1971 |
| Miami Gatos             | Estados Unidos | 1972      |
| Baltimore Bays          | Estados Unidos | 1973      |
| Washington Diplomats    | Estados Unidos | 1974-1976 |
| New York Apollo         | Estados Unidos | 1977-1979 |

## Palmarés

### Títulos nacionales
| Título                 | Equipo          | País           | Año  |
| ---------------------- | --------------- | -------------- | ---- |
| American Soccer League | New York Apollo | Estados Unidos | 1978 |